# Extensão analítica
Em análise complexa, que é um ramo da matemática, uma extensão analítica (ou continuação analítica) é uma técnica para estender o domínio de definição de uma dada função analítica. Uma extensão analítica no geral tem êxito em definir valores adicionais da função, por exemplo em uma região nova na que uma representação mediante séries infinitas com a que se havia definido inicialmente a função como divergente.
A técnica de extensão por passos pode entretanto encontrar algumas dificuldades. Estas podem ser de natureza essencialmente topológica, que conduzem à inconsistências (com definições de mais de um valor). Ela também podem relacionar-se com a presença de singularidades matemáticas. Seja como for, o problema de continuação analítica é pouco caracterizado e, atualmente, nenhuma mudança analítica para desvendá-lo é conhecida.
A situação é diferente no caso de múltiplas variáveis complexas, já que neste caso as singularidades não são pontos isolados, e sua investigação foi uma das principais razões para desenvolver a cohomologia dos feixes.

## Discussão preliminar

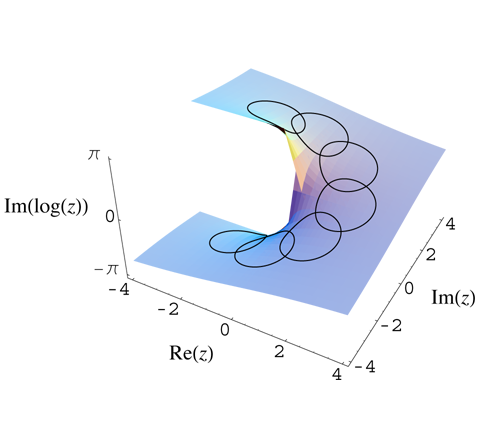
Extensão analítica do logaritmo natural (parte imaginária).

Suponhamos que f é uma função analítica definida em um subconjunto aberto U do plano complexo C. Se V é um subconjunto aberto de C, que contém U, e F é uma função analítica definida em V tal que
F(z) = f(z) para todo z em U,
então F se denomina extensão analítica de f. Em outras palavras, a restrição de F a U é a função f com a que se iniciou.
As extensões analíticas são únicas no seguinte sentido: se V é conexo e é o domínio tanto de F1 como de F2, as duas extensões analíticas de f, então
F1 = F2
em todo ponto. Isto se deve a que a diferença é uma função analítica que se anula num conjunto não vazio U (o domínio de f), e uma função analítica que se anula em um conjunto no vazio deve anular-se em todo seu domínio (supondo que o domínio é conexo) e portanto deve ser zero.
Por exemplo, dada uma série de potências com raio de convergência r ao redor de um ponto a de C, podem se considerar extensões analíticas da série de potências, ou seja funções analíticas F que se encontram definidas em conjuntos mais amplos que o disco aberto de raio r em a, em símbolos
{z : |z − a| < r},
e coincide com a série de potências em tal conjunto. O número r é máximo no sentido em que sempre existirá um número complexo z com
|z − a| = r
tal que não se possa definir em z uma extensão analítica da série. Portanto existe uma limitação na extensão analítica aos discos maiores com o mesmo centro a. Por outro lado também pode existir uma extensão analítica a alguns conjuntos maiores. Ele dependerá do raio de convergência quando se expande desde pontos b distintos de a; se este é maior que
r − |b − a|
então é possível utilizar a expansão em um disco aberto, parte do qual se encontra fora do disco original da definição. Se não é assim, então existe uma fronteira natural no círculo compreendido.

## Aplicações
Uma forma usual de definir funções em análise complexa é primeiro especificando a função em um pequeno domínio, e logo extendê-la mediante extensão analítica. Na prática, esta extensão é em geral realizada estabelecendo primeiro alguma equação funcional no domínio reduzido e logo utilizando esta equação para estender o domínio. Exemplos neste sentido são a função zeta de Riemann e a função gama.
O conceito de uma cobertura universal foi desenvolvido inicialmente para definir um domínio natural para a extensão analítica de uma função analítica. A ideia de buscar a máxima extensão analítica de uma função por sua vez conduziu ao desenvolvimento da ideia da superfície de Riemann.
A série de potências definida previamente é generalizada utilizando o conceito de germe. A teoria geral de extensão analítica e suas generalizações é conhecida como teoria dos feixes.

## Problema de continuação analítica
O principal desafio no processo de tradução é que há um número ilimitado de soluções matemáticas para um determinado problema. É um pouco como, em vez de ser perguntado o que 2 + 2 é igual, você foi questionado sobre qual operação matemática dá a resposta 4. Entre as muitas respostas possíveis, estamos interessados apenas no que faz sentido no mundo físico.  Problemas inversos são abordados em várias áreas da física, com a continuação analítica da função imaginária de Green no domínio da frequência real sendo um exemplo especialmente significativo.
Vários métodos foram desenvolvidos para resolver problemas de continuação analítica. O aprendizado profundo pode ser usado para conectar analiticamente simulações digitais e resultados experimentais de forma mais rápida e confiável do que os métodos convencionais. Ensinar uma rede neural a executar o processo de tradução, fornecendo exemplos de simulações de dados que podem ser obtidas experimentalmente.

## Definição formal de germe
Seja
{\displaystyle f(z)=\sum _{k=0}^{\infty }\alpha _{k}(z-z_{0})^{k}}
uma série de potências convergente no disco Dr(z0) := {z in C : |z - z0| < r} para r > 0. (Notar, que sem perder generalidade, aqui e no que segue, sempre se suporá que se tenha escolhido um valor de r máximo, ainda se o valor é ∞). Notar também que seria equivalente começar com uma função analítica definida em um conjunto aberto pequeno. O vetor
g = (z0, α0, α1, α2, ...)
é um germe de f. A base g0 de g é z0, o tronco (ou talo) de g é (α0, α1, α2, ...) e o topo g1 de g é α0. O topo de g é o valor de f em z0, a base de g.
Todo vetor g = (z0, α0, α1, ...) é um germe se representa uma série de potências de uma função analítica ao redor de z0 com um raio de convergência r > 0. Portanto, é possível referir-se ao conjunto de germes {\displaystyle {\mathcal {G}}}.